# Севастьянов, Борис Александрович
Бори́с Алекса́ндрович Севастья́нов (29 сентября 1923, Москва — 30 августа 2013, там же) — советский и российский математик, доктор физико-математических наук, член-корреспондент РАН (1984).

## Биография
В выпускном классе, случайно узнав, что на механико-математическом факультете МГУ читаются лекции по математике для школьников, прослушал лекцию Александра Геннадиевича Куроша про определители и их использование для решения системы линейных уравнений; лекцию Александра Осиповича Гельфонда о решении некоторых диофантовых уравнений, лекции Якова Семеновича Дубнова о некоторых парадоксах в математике (на первой, в частности, лектор убедительно «доказал», что каждый треугольник — равнобедренный, а на следующей лекции он разоблачил это «доказательство»). Начал посещать математический кружок Сергея Борисовича Стечкина (в то время — студента 3-го курса) и Николая Михайловича Коробова (соответственно, студента 5-го курса). На занятиях познакомился с другим участником кружка Олегом Вячеславовичем Локуциевским. Участвовал в последней предвоенной VII Московской математической олимпиаде. Принял твердое решение поступать только на мехмат.
1 сентября 1941 года, как отличник учёбы был принят в Московский университет без экзаменов. Начались лекции, но 13 или 14 октября было объявлено, что занятия прекращаются, университет эвакуируется в Ашхабад. Участвовал в сооружении защитных укреплений на подступах к Москве, с декабря 1941 года по февраль 1942 года работал штамповщиком в производственной артели Промтехсвязь. В начале февраля 1942 года вновь стал учиться в МГУ, где возобновились занятия. Перед началом экзаменов за второй курс был мобилизован в армию, служил охранником в Краснопресненской пересыльной тюрьме. Затем поступил на второй курс в Московский институт стали, а через год перевелся на третий курс механико-математического факультета МГУ. Студентом 4-го курса стал посещать семинар А. Н. Колмогорова, под руководством которого выполнил дипломную работу.
В 1948 году окончил механико-математический факультет МГУ с отличием и был рекомендован в аспирантуру в Институт математики и механики МГУ. С 1948 года работал в Математическом институте им. В. А. Стеклова.
В 1968 году защитил диссертацию на соискание учёной степени доктор наук. С 1969 года — профессор МГУ.
Умер 30 августа 2013 года, не дожив месяц до своего 90-летия. Похороны прошли 4 сентября на Троекуровском кладбище.

## Научные интересы
Дискретная теория вероятностей и математическая статистика. Основные направления: ветвящиеся процессы, комбинаторные задачи, теория массового обслуживания.

## Сочинения
- Случайные размещения / В. Ф. Колчин, Б. А. Севастьянов, В. П. Чистяков. — Москва : Наука, 1976. — 223 с.; 20 см. — (Теория вероятностей и математическая статистика).
- Random allocations / Valentin F. Kolchin, Boris A. Sevast’yanov, Vladimir P. Chistyakov ; Transl. ed. A.V. Balakrishnan. — Washington : Winston ; New York etc. : Wiley, [19--] ;, 1978. — XI, 262 с.; 22 см. — (A Halsted press book) (Scripta ser. in mathematics).